# Decatelia
Decatelia is een geslacht van kevers uit de familie bladkevers (Chrysomelidae).
De wetenschappelijke naam van het geslacht werd in 1904 gepubliceerd door Julius Weise.

## Soorten
- Decatelia atritarsis Pic, 1927
- Decatelia costata Pic, 1927
- Decatelia lema Weise, 1904
- Decatelia pallipes Weise, 1922
- Decatelia testaceicollis Pic, 1934
- Decatelia testaceipes Pic, 1934
- Decatelia varipes Weise, 1910